# Phare de Pietarsaari
Le phare de Pietarsaari (en finnois : Pietarsaaren majakka) est un phare en mer situé sur l'îlot de Kallan, un bas-fond à environ 9 km au nord-ouest du petit port de Pietarsaari dans le golfe de Botnie, en Ostrobotnie (Finlande).

## Histoire
Le phare, construit en 1985, guide les navires dans la zone dangereuse de Nygrundet et Kallan, des bas-fonds proches du littoral. Le phare est électrifié à l'énergie éolienne.

## Description
Le phare  est un pylone cylindrique en acier de 17 mètres de haut, avec double galerie et lanterne. Le local technique se trouve en partie inférieure. La tour est peinte en noire sur sa partie supérieure et jaune sur sa partie inférieure. Il émet, à une hauteur focale de 17 mètres, un éclat blanc toutes les 12 secondes. Sa portée nominale est de 13 milles nautiques (environ 24 km).
Identifiant : ARLHS : FIN-040 - Amirauté : C4214.3 - NGA : 18197 .

### Lien connexe
- Liste des phares de Finlande